# Temples de Hip Tin à Hong Kong
Il y a plusieurs temples de Hip Tin (chinois traditionnel : 協天宮 ; cantonais Jyutping : hip3 tin1 gung1) à Hong Kong, dédiés à Kwan Tai (Guan Yu).
Les temples de Kwan Tai sont également dédiés à Guan Yu. Les temples de Man Mo sont dédiés autant à Man Tai (文帝) qu'à Kwan Tai (alias Mo Tai, 武帝).
Note 1 : Une réévaluation de l'état des bâtiments historiques à l'échelle du territoire est en cours. Les notes répertoriées dans le tableau sont basées sur ces mises à jour   (8 juin 2023). Les temples n'ayant « Aucun statut » dans le tableau ci-dessous ne sont pas classés et n'apparaissent pas dans la liste des bâtiments historiques pris en compte pour le classement.
Note 2 : Bien que probablement incomplète, cette liste est provisoirement exhaustive.
| Localisation | Notes | Statut       | Références                                                                       | Images |
| --- | --- | ------------ | -------------------------------------------------------------------------------- | ------ |
| Ma Wan Tsuen, Lei Yue Mun (en) (Kowloon) 22° 17′ 10″ N, 114° 14′ 23″ E                                                                               | Le temple de Hip Tin est adjacent au temple de Tin Hau et est agrandi après 1953. | Rang III     | Image : Temple de Tin Hau (à gauche) et Temple de Hip Tin (à droite).            |        |
| Shing Mun San Tsuen (en), Kam Tin (en), district de Yuen Long 22° 26′ 38″ N, 114° 04′ 01″ E                                                          | Temple de Hip Tin à Shing Mun San Tsuen Le temple appartient au clan Cheng. Il est probablement construit vers 1920. Il a été déplacé depuis la vallée de Shing Mun (en) dans les années 1920 en raison de la construction du réservoir de Shing Mun (en) et de la réinstallation de Shing Mun San Tsuen. | Aucun statut |                                                                                  |        |
| Po Sam Pai (en), Plover Cove (en), district de Tai Po 22° 28′ 16″ N, 114° 12′ 38″ E                                                                  | Temple de Hip Tin à Po Sam Pai Construit en 1823, il est rénové en 1889 et 1905 | Rang III     |                                                                                  |        |
| N°39 Ting Kok Road, Tai Po Kau Hui (en) 22° 27′ 16″ N, 114° 09′ 57″ E                                                                                | Temple de Tin Hau à Tai Po Kau Hui Construit en 1691. Sur la gauche du temple de Tin Hau se trouve le temple de Hip Tin. Sur sa droite se trouvait le temple de Tam Sin dédié à Tam Kung (en). Le temple de Tam Sin est converti en temple de Shui Yuet dédié à Guanyin au milieu des années 2010. | Rang III     |                                                                                  |        |
| N°53 Cheung Shue Tan (en), district de Tai Po 22° 25′ 34″ N, 114° 12′ 01″ E                                                                          | Temple de Hip Tin à Cheung Shue Tan Son année de construction est inconnue. Il est rénové en 1898, 1910 et 1997,. | Rang III     |                                                                                  |        |
| Région de Shuen Wan à Plover Cove (en), à côté de Kei Shan Kok entre Wai Ha (en) et Ha Tei Ha (en), district de Tai Po 22° 28′ 01″ N, 114° 12′ 15″ E | L'un des trois temples du complexe des temples de Sam Kung. Les autres sont un temple Tin Hau et un temple confucéen. Le complexe est détruit par un typhon en 1936 et reconstruit en 2009. | Aucun statut |                                                                                  |        |
| Po Tung Road, Sai Kung 22° 22′ 52″ N, 114° 16′ 15″ E                                                                                                 | Temple de Tin Hau et temple de de Hip Tin On pense que les deux temples sont reconstruits dans les années 1910 et 1920. | Rang II      | Image : Temple de Tin Hau (à gauche) et temple de Hip Tin (à droite) à Sai Kung. |        |
| N°2 Lai Chi Wo (en), Sha Tau Kok (zh) 22° 31′ 37″ N, 114° 15′ 37″ E                                                                                  | Temple de Hip Tin et Monastère de Hok Shan Situés sur la place du village de Lai Chi Wo. Construits sous la dynastie Qing , ils ont une histoire de plus de 200deux cents ans. Les deux structures sont connectées. Elles sont construites ensemble par les sept villages de Sha Tau Kok (zh) et Hing Chun Yeuk, pour attirer la bonne fortune et expulser la perversité. Le temple de Hip Tin est dédié à Guan Di dans lequel se trouve une statue tandis que le monastère de Hok Shan est dédié à Guanyin. | Rang III     |                                                                                  |        |
| Juste en face du point de contrôle de Sha Tau Kok, Shan Tsui (en), Sha Tau Kok (zh) 22° 32′ 59″ N, 114° 13′ 25″ E                                    | Temple de Hip Tin Temple à Shan Tsui Tsuen Achevé en 1895, il a également été utilisé comme école. | Classé       |                                                                                  |        |
| Kuk Po (en), Luk Keng (en), Sha Tau Kok (zh) 22° 31′ 53″ N, 114° 14′ 00″ E                                                                           | École de Kai Choi et Temple de Hip Tin à Kuk Po | Rang III     |                                                                                  |        |
| Nam Chung (en) Cheng Uk, Sha Tau Kok 22° 31′ 15″ N, 114° 12′ 25″ E                                                                                   | Temple de Hip Tin à Nam Chung | Aucun statut |                                                                                  |        |
| Yim Tso Ha (en), Sha Tau Kok 22° 31′ 54″ N, 114° 12′ 27″ E                                                                                           | Temple de Hip Tin à Yim Tso Ha | Aucun statut |                                                                                  |        |
| Wu Shek Kok (en), Sha Tau Kok 22° 32′ 11″ N, 114° 12′ 52″ E                                                                                          | Temple de Hip Tin Adjacent à un temple de Tin Hau. | Aucun statut | Image : Temple de Tin Hau (à gauche) et Temple de Hip Tin (à droite).            |        |